# 라인 프린터
라인 프린터(line printer)는 한 번에 한 줄씩 인쇄하는 고속 출력 장치로, 1분에 2500행 정도의 인쇄가 가능하다. 인쇄하는 방법에는 드럼식과 체인식이 있는데, 드럼식은 문자가 배열되어 있는 드럼이 고속으로 회전하면서 원하는 활자가 인쇄 위치에 왔을 때 해머로 두들겨 인쇄하는 방식이다. 반면 체인식은 활자 3,4벌이 허리띠 모양으로 연결된 체인을 고속으로 회전시키면서 원하는 활자가 지정된 위치에 오면 해머로 쳐서 인쇄하는 방식이다.

## 리눅스
유닉스에서 lp와 lpr 명령어 이름은 라인 프린터라는 용어에서 비롯된 것이다. 이와 비슷하게 다른 수많은 운영 체제는 이같은 인쇄 장치들을 "LP", "LPT" 등으로 부르며 이 장치들은 실제로 라인 프린터나 기타 종류의 프린터를 가리킨다.

## 같이 보기
- 타자기